# Ludwik Szetela
Ludwik Stanisław Szetela OFMConv. (ur. 17 marca 1918, zm. 28 września 1999) – polski franciszkanin konwentualny, prezbiter, prowincjał.

## Życiorys
Urodził się 17 marca 1918. Około 1938 wstąpił do zakonu franciszkanów (Zakon Braci Mniejszych Konwentualnych). Około 1943 otrzymał sakrament święceń kapłańskich. W czasie swojej posługi zakonnej kilka razy był przełożonym konwentów franciszkańskich. Pod koniec lat 60. był prowincjałem Prowincji św. Antoniego z Padwy i bł. Jakuba Strzemię Zakonu Braci Mniejszych Konwentualnych w Krakowie. Od 1971 do 1977 był proboszczem parafii i dziekanem kolegiaty św. Bartłomieja w Głogówku. Od 1989 do 1992 był gwardianem klasztoru Franciszkanów w Sanoku. Wówczas był jednym z założycieli Towarzystwa Pomocy im. św. Brata Alberta w 1991. Od 1993 do 1998 był spowiednikiem w kościele franciszkanów pw. Znalezienia Krzyża Świętego w Kalwarii Pacławskiej.
Zmarł 28 września 1999 w Jaśle. Został pochowany na cmentarzu komunalnym w Jaśle przy ul. Zielonej po uroczystościach pogrzebowych pod przewodnictwem bp. Kazimierza Górnego.